# Axinaea nitida
Axinaea nitida är en tvåhjärtbladig växtart som beskrevs av Célestin Alfred Cogniaux. Axinaea nitida ingår i släktet Axinaea och familjen Melastomataceae. IUCN kategoriserar arten globalt som nära hotad. Inga underarter finns listade i Catalogue of Life.